# Taxiphyllum barbieri
Espèce
Statut de conservation UICN

 LC  : Préoccupation mineure
Taxiphyllum barbieri, ou Mousse de Java est une mousse de la famille des Hypnaceae originaire du Sud-est asiatique, couramment utilisée en aquariophilie d'eau douce et fraîche. Elle peut s'attacher aux substrats tels les roches, les racines de plantes et le bois flotté. Cette espèce, pourtant bien connue, n'est pas parfaitement définie; jadis désignée sous le nom de Vesicularia dubyana (Brotherus, 1908), elle est aujourd'hui appelée Taxiphyllum barbieri (Cardot & Copp.) Z. Iwats . Elle était initialement décrite en tant que  Isopterygium barbieri Cardot & Copp. from Vinh, Vietnam.
En aquarium, elle ne nécessite aucune attention particulière. Elle s'accomode de tous types d'eaux, y compris d'eau faiblement saumâtre, et de tous types d'éclairements. Sa température optimale est comprise entre 21 et 24 °C, mais peut supporter des températures supérieures (29 à 32 °C). Elle constitue une appréciable couverture végétale, notamment aux endroits où existe un fort courant, car elle peut aisément retenir divers débris qui lui confèrent un aspect brun et flou. Grâce à sa nature accrocheuse, la mousse de Java peut également être incorporée ou constituer un mur végétal en suspendant un filet au sein duquel la mousse est uniformément répartie. La pousse en est d'abord lente jusqu'au moment où la mousse s'est solidement installée.
Elle est particulièrement intéressante pour les aquariophiles élevant des alevins ou des têtards, afin de protéger ceux-ci du cannibalisme des adultes. La mousse de Java peut également procurer une source de nourriture pour les animaux nouveau-nés, qui peuvent présenter une grande difficulté à nourrir. Certaines crevettes en effet déchirent les jeunes feuilles afin de les consommer.
Le mousse de Java peut aisément être propagée par simple division des touffes. Elle est adaptée tant aux aquariums qu'aux vivariums.